# Тіртей
Тіртей (грец. Τυρταίος) — напівлегендарний давньогрецький елегійний поет середини VII ст. до н. е., ім'я якого стало збірним у розумінні «поета-воїна». Зачинатель жанру військової елегії — ембатерії.

## Біографія
Відомості про життя цього видатного елегійного поета досить суперечливі. Ще з античних часів дійшла легенда, що він був афінським громадянином і походив з дему Афідна. Спарта на цей час вела Мессенську війну, але перемогти суперника вкотре не могла. За порадою дельфійського оракула спартанці ніби звернулися до Афін із проханням призначити для спартанського війська полководця. Афінські громадяни, які не дуже полюбляли спартанців за їхню схильність до монархії, вирішили з них поглузувати і виділили їм кульгавого вчителя і поета Тіртея. А той у першому ж бою наголову розбив війська мессенців. І назавжди залишився жити у Спарті.
Проте ця легенда малоймовірна, бо спартанці ніколи б не призначили іноземця, та й ще з фізичною вадою, своїм полководцем — це їм забороняв закон. Приводом твердження про афінське походження Тіртея був збіг двох географічних назв: місто Афідна було і в Аттиці, і в Лаконіці. Та й афінянам, мабуть, надто вже кортіло приєднати до блискучої плеяди своїх поетів і талановитого Тіртея, тим більше що Спарта взагалі їх не мала — мистецтво в ній було заборонене. Імовірнішим усе ж здається переказ про спартанське походження Тіртея. Це підтверджують значною мірою і його вірші — усі вони насичені ідеологією суворого воїна-спартанця. Поет постійно прославляє мужність і вірність високому обов'язкові спартанського вояка, закликає його до бою.
Врешті питання про походження цього поета не таке вже й важливе. Хай там як, Тіртей постає автором талановитих елегій, що сприяли перемозі спартанського війська над ворогом. Перед тим, як іти в бій, він написав для спартанських вояків глибоко патріотичну елегію, яку вони й заспівали, вирушивши у вирішальну битву. І ця пісня так запалила їхні серця, що вони в єдиному нестримному пориві вмить зламали опір супротивника.

## Твори
Тіртей зі Спарти — постать легендарна. Саме у долі Тіртея, його творах найкраще видно особливість античної поезії, відмінність у сприйнятті поетичного твору давніми греками та нами. Легенда переповідає, що спартанці, перед тим як стати наймогутнішим племенем півострова Пелопоннес, зіштовхнулися із запеклим опором інших греків, які оселилися там раніше. У найскладніший момент боротьби вони, відчуваючи, що сили їх залишають, звернулися по допомогу до афінян. Між афінянами та спартанцями точилося приховане суперництво. Афіняни вирішили познущатися зі спартанців: замість війська надіслали одного кульгавого вчителя афінських дітей на ім'я Тіртей зі словами, що найкращі ліки для пригніченого бойового духу — героїчні пісні про подвиги воїнів минулого. Жорстокий жарт афінян обернувся для спартанців нечуваним успіхом. Тіртей справді змінив хід війни. Своїми поезіями він підніс дух воїнів, повернувши їм віру в себе. І зробив це не піснями про подвиги міфічних богатирів, а життєствердними елегіями, в яких звучали заклики та поради, спрямовані до сучасників.
Боронити вітчизну — найвища честь. Наскрізною темою віршів Тіртея є відповідальність захисника вітчизни. Ці поезії написані рукою суворого воїна. Тому його неспартанське походження викликає сумнів.
Тіртей звертається до юнаків, адже майбутнє належить молодим. Головна мета Тіртея — позбавити юного воїна страху, нагадати йому про високий обов'язок захисника вітчизни. Тіртей переконує юнака, що, хоч той і вперше стоїть у бойовій шерезі, він не сам, що поруч — вірні товариші, яким має довірити свою долю і долею яких, у свою чергу, має опікуватися. «О юнаки,— звертається поет,— у рядах тримайтесь разом серед бою, не утікайте ніхто, страхом душі не скверніть».
У поетичних рядках Тіртея висловлюється життєва позиція спартанця. Воїн народжується для війни та випробувань. Коли вже розпочалися діла «многослізного Арея», спартанець має забути про весну, радість життя та сміх, бо вони відволікатимуть бійця від найголовнішого — боротьби за перемогу. «Будем життя зневажати!» — каже він молоді, яка ще й не бачила цього життя. Але такі жорстокі слова виправдані простою істиною — «того, хто не боїться піти з життя та готовий загинути за благородну мету, смерть обходитиме стороною».
Лаконічно, по-спартанськи, обґрунтовує Тіртей необхідність стояти до останнього в битві: той, хто злякався і втік, стає вигнанцем. Він буде ненависний тим, у кого попросить притулку. Щоб зробити цю картину ще більш промовистою, Тіртей завершує свою поезію описом приготування бійців до бою. Він вірить у молодь, знає, що недарма промайнули важкі роки навчань та вправ, що ці юнаки готові вирушити в бій і перемогти, здобувши славу.
На відміну від епосу Гомера, воєнні подвиги, описані Тіртеєм, співзвучні його часові. Рядки віршів дихають напругою, ми чуємо гуркіт щитів та посвист стріл, відчуваємо напружене плече бойового побратима. Тіртей із повагою ставиться до епосу, він вважає, що «подвиги мужні й великі [юнаків] воювати навчають». Але він не відчуває потреби наслідувати епічний стиль викладу. Навпаки, його пристрасне слово прагне точності та стислості, звертання, заклики переважають над описами. Поезія Тіртея спонукає до дії. І посилює вплив цього заклику те, що він лине з вуст конкретної людини, громадянина, стурбованого життям своєї громади більше, ніж славою міфічних пращурів.
Тематика Тіртея — хвала спартанським установам, міфи, що освячують устрій спартанської громади, заклики до збереження «доброго порядку», прославляння військової доблесті й опис жалюгідної долі боягуза. Невимушені, але сильні вірші Тіртея стали в спартанців військовими піснями, прищеплювали співгромадянам ідею масового героїзму в ім'я батьківщини і народу. Уривки віршів Тіртея, що дійшли до нас у цитатах античних письменників, містять ряд інтерполяцій, які, можливо, належать спартанофільським колам афінської аристократії.
Елегії цього поета мали характерну композицію: визначена на початку тема закінчувалась закликом. Прості для сприйняття, виразні за лексикою, лаконічні і стримані елегії Тіртея відповідали суворому й мужньому змістові вкладених у нього думок.
Так, відома елегія Тіртея «Добре вмирати тому…» всотала в себе найголовніші риси його творчості: патріотизм, дидактизм, суспільну дієвість і громадянський пафос. Вже з перших рядків він протиставляє два типи поведінки людини під час війни: або битися за вітчизну (місто-поліс), не щкодуючи свого життя («Добре вмирати тому, хто, боронячи рідну країну, / Поміж хоробрих бійців падає в перших рядах…»), або ціною втечі й ганьби зберегти своє життя, та втратити батьківщину «і йти жебракувати в світи»: «Гірше ж немає нічого, як місто своє і родючі / Ниви покинуть і йти жебракувати в світи, / З матір'ю милою, з батьком старим на чужині блукати, /Взявши з собою діток дрібних і жінку смутну….»
Деякі елегії називаються «Поради», адже Тіртей в них учить громадянських чеснот і передовсім мужності в бою. Характерно, що у його елегіях є дослівні повтори цілих рядків, в яких Тіртей зображує еталонну поведінку мужніх воїнів патріотів й прямо повчає спартанців, як ті повинні поводити себе під час бою. Звісно, такий повчально-наказовий тон могла собі дозволити лише та людина, яка наділена цим правом повчати — швидше за все не просто рядовий вояк, а воєначальник. До того ж, у деяких фрагментах його поезій можна знайти безсумнівні свідчення доброго знання ним саме спартанських законів і реалій, чого не міг знати не спартанець. Ось характерний приклад з його елегії «Воїни, непереможного в битві Геракла нащадки….»:

…Кожен туди поспішай, де жостока борня закипає, 
Ратищем довгим, мечем гострим вражай ворогів!
Щит до щита, до китиці китицю, щільно зімкнувшись, 
Станьте плече до плеча, ногу щільніш до ноги
Ставте, шолом до шолома і ворога бийте нещадно.
Кожен, тримаючи меч, стиснувши списа держак…
(переклад Г. Кочура)
Елегії Тіртея за своєю тематикою (героїка, битви, війни) і формою (елегійний двовірш: гекзаметр + пентаметр) ще мало відрізняються від еллінського героїчного епосу, тим самим являючи собою певний проміжний етап переходу від епосу до лірики. Щоправда, треба відзначити ще одну відмінність творів Гомера і Тіртея. Герої першого передовсім турбуються про свою особисту славу і честь (до певної міри винятком є хіба що Гектор), натомість герої Тіртея — це насамперед громадяни, патріоти, які дбають про славу і честь батьківщини.
Вірші Тіртея мають сьогодні також історичну цінність. Так, бій у зображенні Тіртея, порівняно з «Іліадою», містить декілька суттєвих відмінностей: військо поділяється на важкоозброєних, чий обов'язок зустрічатися з ворогом у близькому бою та легкоозброєних, що мають кидати дротики й каміння, під прикриттям перших.
Популярність Тіртея у Греції була величезною, його елегіями захоплювались по всій країні, а покоління спартанців завжди виконували його пісні і навіть влаштовували співочі змагання.
У текстах Страбона, Лікурга та інших античних авторів збереглося близько 12 фрагментів Тіртея. Серед них найбільшими є три поезії: «Воїни, непереможного в битві Геракла нащадки…», «Добре вмирати тому, хто, боронячи рідну країну…», «О юнаки, у рядах тримайтесь разом…».